# Wereldkampioenschappen moderne vijfkamp 2000
De wereldkampioenschappen moderne vijfkamp 2000 werden gehouden in Pesaro in Italië.

## Medailles

### Mannen
| Onderdeel   | Goud | Goud                                            | Zilver | Zilver                                              | Brons | Brons                                             |
| ----------- | ---- | ----------------------------------------------- | ------ | --------------------------------------------------- | ----- | ------------------------------------------------- |
| Individueel | LTU  | Andrejus Zadneprovskis                          | HUN    | Gábor Balogh                                        | ROU   | Nicolae Papuc                                     |
| Team        | USA  | Chad Senior James Gregory Velizar Iliev         | POL    | Andrzej Stefanek Igor Warabida Marcin Horbacz       | SWE   | Per-Olov Danielsson Michael Brandt Erik Johansson |
| Estafette   | USA  | Velizar Iliev Vachtang Jagorasjvili Chad Senior | RUS    | Aleksej Koebarev Roestem Sabirchoezin Denis Stojkov | HUN   | Ákos Kállai Gergely Kovács Ádám Madaras           |

### Vrouwen
| Onderdeel   | Goud | Goud                                    | Zilver | Zilver                                       | Brons | Brons                                           |
| ----------- | ---- | --------------------------------------- | ------ | -------------------------------------------- | ----- | ----------------------------------------------- |
| Individueel | DEN  | Pernille Svarre                         | POL    | Paulina Boenisz                              | LAT   | Jeļena Rubļevska                                |
| Team        | POL  | Dorota Idzi Paulina Boenisz Anna Sulima | GBR    | Kate Allenby Georgina Harland Stephanie Cook | ITA   | Fabiana Fares Claudia Cerutti Emanuela Gabella  |
| Estafette   | HUN  | Vivien Máthé Bea Simóka Zsuzsanna Vörös | GBR    | Stephanie Cook Gwen Kinsey Sian Lewis        | BLR   | Halina Bašlakova Zjanna Sjoebenok Anna Vnoekova |

### Medaillespiegel
| Plaats | Land                | Goud | Zilver | Brons | Totaal |
| 1      | Verenigde Staten    | 2    | 0      | 0     | 0      |
| 2      | Polen               | 1    | 2      | 0     | 3      |
| 3      | Hongarije           | 1    | 1      | 1     | 3      |
| 4      | Denemarken          | 1    | 0      | 0     | 1      |
|        | Litouwen            | 1    | 0      | 0     | 1      |
| 6      | Verenigd Koninkrijk | 0    | 2      | 0     | 2      |
| 7      | Rusland             | 0    | 1      | 0     | 1      |
| 8      | Italië              | 0    | 0      | 1     | 1      |
|        | Letland             | 0    | 0      | 1     | 1      |
|        | Roemenië            | 0    | 0      | 1     | 1      |
|        | Wit-Rusland         | 0    | 0      | 1     | 1      |
|        | Zweden              | 0    | 0      | 1     | 1      |
| Totaal | Totaal              | 6    | 6      | 6     | 18     |